# Лептерија-Сокоград
Лептерија-Сокоград је предео изузетних одлика, заштићено природно подручје југозападно од Сокобање, у карпатској Србији. Основна карактеристика предела изузетних одлика је живописна клисура Моравице, флувио-денудационо проширење Лептерија и средњовековно утврђење у њој, висок степен очуваности природе и значајне површине под шумама у којима се издвајају реликтне полидоминантне заједнице. Назив је добила од грчке речи елефтериа (грч. ἐλευθερία — „слобода”) односно „слободиште”.
Предео има другу категорију заштите - заштићено подручје регионалног, односно великог значаја.
Заштићени простор се истиче изванредном пејзажном разноликошћу са атрактивним геоморфолошким облицима и појавама, богатом и разноврсном флором и фауном, као и културно-историјским вредностима.
На том делу Озрена налази се неколико географских феномена:
- Рипаљка, један од већих водопада у Србији (17 m),
- Сесалачка пећина са природним украсима,

а на пропланцима Лептерије срећу се извори радиоактивне воде који се сливају у Моравицу.
Овај део реке Моравице највише привлачи риболовце, а лети и купаче. У близини се налази Сокоград, у коме су некада давно живели робови. Они су излазили изван зидина тврђаве, да се слободно прошетају, што су били ретки тренуци боравка у слободи, па је тако Лептерија и добила назив. Сам Сокоград је некада био бастион Римљана, који је, претпоставља е саградио цар Јустинијан, а на његовим темељима у 14. веку саграђена је тврђава. Римљани су тврђаву направили као одбрану од најезде варварских племена. Тачна величина и намена града није позната, с обзиром да је град више пута био рушен и реновиран од стране разних освајача.
Извор Моравице је 10 km удаљен од овог места. То је изузетан природни феномен, пошто се Моравица јавља од самог извора као разливен речни ток који настаје од великог броја подземних извора. Када се посматра водена површина, не може се уочити како настаје ова река, јер су речни извори у дубини. Одавде Моравица тече током дугим 45 km и улива се у Јужну Мораву код Алексинца као њена десна притока.
Скоро цела клисура покривена је непроходним шумама и шикарама грабића (Carpinus orientalis), храстова цера, сладуна и китњака (Quercus cerris, Q. frainetto, Q. petraea), као и других, углавном термофилних лишћарских врста дрвећа и жбунова. Клисуру настањује већи број животињских врста значајних не само на националном, већ и на глобалном нивоу: велики мрмољак (Triturus cristatus), белогруди јеж (Erinaceus concolor), пух лешникар (Muscardinus avellanarius), хермелин (Mustela erminea), риђа ласица (Mustela nivalis), бела рода (Ciconia ciconia), соко ластавичар (Falco subbuteo), мала ушара (Asio otus), пупавац (Upupa epops), велики шарени детлић (Dendrocopos major) и многе друге.

## Геоморфологија
Клисура Моравице код Сокобање представља ивичну епигенетску сутеску дужине око 3 km, усечену подножјем планине Девице. Дубина клисуре у односу на теме узвишења Поповица са њене десне стране износи 140 m. Лева долинска страна континуирано прелази у падине Девице, достижући надморску висину од око 1.200 m. Клисура Моравице има кривудаво, меандарско пружање, са честом појавом импозантних стеновитих одсека, посебно у пределу Сокограда, и са већим бројем дубоко урезаних суводолина стрмо нагнутих уздужних профила. Речне терасе су слабо очуване, а најизразитији терасни облик представљен је заравњеним теменом рта у меандру код локалитета Пећина, на око 50 m изнад речног корита. Северно од брда Поповица налази се појас нижег терена ширине око 500 m у облику преседлине, дуж које води пут Сокобања—Књажевац. Речно корито Моравице у клисури претежно је стеновитог дна и обала, са мањим слапиштима и брзацима раздвојеним вировима. На долинским странама налази се велики број поткапина од којих највећи портал има Сокоградска пећина, поткапина у близини средњовековног утврђења.
Пре уласка у клисуру, Моравица протиче кроз широку долину благо нагнутих страна и са алувијалном наносном равни ширине до 500 m. Једино значајније флувио-денудационо проширење у самој клисури налази се са леве стране Моравице код одмаралишта Лептерија, на месту плавинског ушћа једне суводолице. Овај појас релативно блаже нагнутог терена продужава се левом страном Моравице и низводно од одмаралишта све до долине суседне суводолице чије је ушће на почетку карактеристичног меандра Моравице код локалитета пећине.

## Занимљивости
- У стени у пећини изнад Лептерије налази се интересантно место за вернике и туристе Богородица у стени.
- Поред Моравице налази се већи број стаза и мостића за шетњу.
- За туристе има више ресторана са националним специјалитетима а један се налази у једној од пећина.
- Од Лептерије води неколико стаза до зидина Сокограда.

## Галерија слика
- Мостић на Моравици код Сокобање, излетиште Лептерија
- Богородица у стени, излетиште Лептерија
- Сокоград недалеко од Лептерије
- Извор Водомара
- Извор Водомара
- Лептерија
- Лептерија 1
- Лептерија 2
- Поглед на Сокоград
- Поглед
- Лептерија 3
- Лептерија 4
- Лептерија 5
- Лептерија 6
- Панорама